# Discografia de Aitana
A discografia de Aitana, uma cantora espanhola, consiste em dois álbuns de estúdio, uma coletânea musical, um extented play, doze singles, e um single promocional.

## Álbuns

### Álbuns de estúdio
| Álbum      | Detalhes                                                                                            | Melhores posições | Certificações           |
| Álbum      | Detalhes                                                                                            | ESP               | Certificações           |
| ---------- | --------------------------------------------------------------------------------------------------- | ----------------- | ----------------------- |
| Spoiler    | - Lançamento: 7 de junho de 2019 - Gravadora: Universal - Formatos: CD, download digital, streaming | 1                 | - : Platina - : Platina |
| 11 Razones | - Lançamento: 3 de junho de 2014 - Gravadora: Universal - Formatos: Download digital, streaming     | 2                 | - : Ouro                |

### Coletâneas musicais
| Álbum                                  | Detalhes                                                                                                   | Melhores posições | Vendas   |
| Álbum                                  | Detalhes                                                                                                   | ESP               | Vendas   |
| -------------------------------------- | --- | ----------------- | -------- |
| Sus Canciones (Operación Triunfo 2017) | - Lançamento: 16 de março de 2018 - Gravadora: Universal Spain - Formatos: CD, download digital, streaming | 2                 | - : Ouro |

### Álbuns de vídeo
| Álbum                 | Detalhes                                                                             |
| --------------------- | ------------------------------------------------------------------------------------ |
| Play Tour: En Directo | - Lançamento: 24 de julho de 2020 - Gravadora: Universal Spain - Formato(s): CD, DVD |

## Extended plays
| Álbum   | Detalhes                                                                                                | Melhores posições | Certificações        |
| Álbum   | Detalhes                                                                                                | ESP               | Certificações        |
| ------- | --- | ----------------- | -------------------- |
| Tráiler | - Lançamento: 30 de novembro de 2018 - Gravadora: Universal - Formatos: CD, download digital, streaming | 1                 | - : Platina - : Ouro |

## Singles

### Como artista principal
| Canção                                                                         | Ano  | Melhores posições | Melhores posições | Melhores posições | Melhores posições | Melhores posições | Melhores posições | Certificações                                | Álbum                                  |
| Canção                                                                         | Ano  | ESP               | ARG               | COL               | ECU               | MEX               | VEN               | Certificações                                | Álbum                                  |
| ------------------------------------------------------------------------------ | ---- | ----------------- | ----------------- | ----------------- | ----------------- | ----------------- | ----------------- | -------------------------------------------- | -------------------------------------- |
| "Lo malo"                                                                      | 2018 | 1                 | —                 | —                 | 97                | —                 | 27                | - : 5× Platina - : Ouro - : Ouro (latina)    | Sus Canciones (Operación Triunfo 2017) |
| "Teléfono" (solo ou com Lele Pons)                                             | 2018 | 1                 | —                 | 46                | —                 | —                 | 75                | - : 4× Platina - : Ouro - : Platina (latina) | Tráiler e Spoiler                      |
| "Vas a quedarte"                                                               | 2018 | 1                 | —                 | —                 | —                 | —                 | —                 | - : 3× Platina                               | Tráiler e Spoiler                      |
| "Presiento" (com Morat)                                                        | 2019 | 9                 | —                 | 68                | 13                | 10                | 2                 | - : 2× Platina - : Platina                   | Balas Perdidas                         |
| "Nada Sale Mal"                                                                | 2019 | 4                 | —                 | —                 | —                 | —                 | —                 | - : Ouro                                     | Spoiler                                |
| "Con La Miel en Los Labios"                                                    | 2019 | 6                 | —                 | —                 | —                 | —                 | —                 | - : Platina                                  | Spoiler                                |
| "Me Quedo" (com Lola Índigo)                                                   | 2019 | 6                 | —                 | —                 | —                 | —                 | —                 | - : Platina                                  | Spoiler                                |
| "+" (com Cali y El Dandee)                                                     | 2019 | 2                 | —                 | —                 | 8                 | —                 | —                 | - : 3× Platina                               | 11 Razones                             |
| "Si Tú La Quieres" (com David Bisbal)                                          | 2020 | 13                | —                 | —                 | —                 | 41                | —                 | - : 2× Platina                               | En Tus Planes                          |
| "Enemigos" (com Reik)                                                          | 2020 | 11                | —                 | —                 | —                 | —                 | —                 | - : Ouro                                     | Adicionado à nenhum álbum              |
| "Más De Lo Que Aposté" (com Morat)                                             | 2020 | 21                | —                 | —                 | —                 | —                 | —                 | - : Platina                                  | Adicionado à nenhum álbum              |
| "Corazón Sin Vida" (com Sebastián Yatra)                                       | 2020 | 4                 | 74                | —                 | —                 | —                 | —                 | - : Ouro                                     | 11 Razones                             |
| "Friend de Semana" (com Danna Paola & Luísa Sonza)                             | 2020 | —                 | —                 | —                 | —                 | 10                | —                 |                                              | K.O.                                   |
| "11 Razones"                                                                   | 2020 | 15                | —                 | —                 | —                 | —                 | —                 |                                              | 11 Razones                             |
| "Sálvame" (com Moderatto)                                                      | 2022 | —                 | —                 | —                 | —                 | —                 | —                 |                                              | Rockea Bien Duro                       |
| "—" denota títulos que não entraram nas paradas ou não foram lançados no país. |      |                   |                   |                   |                   |                   |                   |                                              |                                        |

Notas
1. ↑  "Si Tú La Quieres" não entrou na Billboard Argentina Hot 100, mas atingiu a 16ª posição na tabela Argentina Airplay.[28]

### Singlespromocionais
| Canção                                                                         | Ano  | Posições | Certificações | Álbum                                  |
| Canção                                                                         | Ano  | ESP      | Certificações | Álbum                                  |
| ------------------------------------------------------------------------------ | ---- | -------- | ------------- | -------------------------------------- |
| "Arde"                                                                         | 2018 | 15       |               | Sus Canciones (Operación Triunfo 2017) |
| "Tu Foto del DNI" (Marmi com Aitana)                                           | 2020 | 5        | - : Platina   | Adicionado à nenhum álbum              |
| "Volaré"                                                                       | 2020 | —        |               | Más Allá de La Luna                    |
| "Resilient (Tiësto Remix)" (Katy Perry e Tiësto part. Aitana)                  | 2020 | 56       |               | Adicionado à nenhum álbum              |
| "—" denota títulos que não entraram nas paradas ou não foram lançados no país. |      |          |               |                                        |

## Outras canções que entraram nas tabelas musicais
| Canção                                                                         | Ano  | Posições | Certificações | Álbum                                  |
| Canção                                                                         | Ano  | ESP      | Certificações | Álbum                                  |
| ------------------------------------------------------------------------------ | ---- | -------- | ------------- | -------------------------------------- |
| "No Puedo Vivir sin Ti" (com Cepeda)                                           | 2017 | 69       | - : Ouro      | Sus Canciones (Operación Triunfo 2017) |
| "Chas! Y Aparezco a Tu Lado"                                                   | 2018 | 77       |               | Sus Canciones (Operación Triunfo 2017) |
| "Procuro Olvidarte"                                                            | 2018 | 61       |               | Sus Canciones (Operación Triunfo 2017) |
| "Chandelier"                                                                   | 2018 | 78       |               | Sus Canciones (Operación Triunfo 2017) |
| "Stupid"                                                                       | 2018 | 20       |               | Tráiler                                |
| "Mejor que tú"                                                                 | 2018 | 8        |               | Tráiler                                |
| "Popcorn"                                                                      | 2018 | 13       |               | Tráiler                                |
| "Las Vegas"                                                                    | 2019 | 53       |               | Spoiler                                |
| "Perdimos la razón"                                                            | 2019 | 64       |               | Spoiler                                |
| "Barro y hielo"                                                                | 2019 | 97       |               | Spoiler                                |
| "No Te Has Ido y Ya Te Extraño"                                                | 2020 | 55       |               | 11 Razones                             |
| "− (Menos)" (com Alvaro Diaz e Pole)                                           | 2020 | 33       |               | 11 Razones                             |
| "Estupidez" (com Beret)                                                        | 2020 | 51       |               | 11 Razones                             |
| "× (Por)"                                                                      | 2020 | 71       |               | 11 Razones                             |
| "÷ (Dividido)"                                                                 | 2020 | 84       |               | 11 Razones                             |
| "Cuando Te Fuiste" (com Natalia Lacunza)                                       | 2020 | 30       |               | 11 Razones                             |
| "Si No Vas a Volver"                                                           | 2020 | 92       |               | 11 Razones                             |
| "= (Igual)"                                                                    | 2020 | 86       |               | 11 Razones                             |
| "—" denota títulos que não entraram nas paradas ou não foram lançados no país. |      |          |               |                                        |

## Videografia
| Título                                           | Ano  | Outro(s) artista(s) creditado(s) | Diretor(es)      |
| ------------------------------------------------ | ---- | -------------------------------- | ---------------- |
| "Lo Malo"                                        | 2018 | Ana Guerra                       | Gus Carballo     |
| "Teléfono"                                       | 2018 | Nenhum                           | Mauri D. Galiano |
| "Teléfono (Remix)"                               | 2018 | Lele Pons                        | Anwar Jibawi     |
| "Vas a quedarte"                                 | 2018 | Nenhum                           | Alex Maruny      |
| "Presiento"                                      | 2019 | Morat                            | Lyona            |
| "Nada Sale Mal"                                  | 2019 | Nenhum                           | Willy Rodríguez  |
| "Con La Miel en Los Labios" (versão em espanhol) | 2019 | Nenhum                           | Alex Maruny      |
| "Me Quedo"                                       | 2019 | Lola Índigo                      | CANADA           |
| "+"                                              | 2019 | Cali y El Dandee                 | Nuno Gomes       |
| "Si Tú La Quieres"                               | 2020 | David Bisbal                     | Desconhecido     |
| "Enemigos"                                       | 2020 | Reik                             | Laia López       |
| "Más De Lo Que Aposté"                           | 2020 | Morat                            | Gus Carballo     |
| "Corazón Sin Vida"                               | 2020 | Sebastián Yatra                  | Pablo Hernández  |
| "Friend de Semana"                               | 2020 | Danna Paola Luísa Sonza          | Charlie Nelson   |
| ""Resilient (Tiësto Remix)""                     | 2020 | Katy Perry Tiësto                | Chloe Wallace    |
| "11 Razones"                                     | 2020 | Nenhum                           | Jean Lafleur     |